# Sven Ivar Seldinger
Sven Ivar Seldinger (Dalarna, 19 aprile 1921 – Dalecarlia, 21 febbraio 1998) è stato un radiologo svedese.
Nel 1953, introdusse una nuova tecnica per ottenere un accesso sicuro ai vasi sanguigni e ad altri organi cavi.

## Biografia
Sven Ivar Seldinger nacque il 19 aprile 1921 a Dalarna da una famiglia che per lungo tempo aveva gestito l'officina locale Mora Mechanical Workshop. Iniziò per la prima volta le sue esercitazioni mediche al Karolinska Institute. Dopo la laurea in Medicina nel 1948, iniziò a specializzarsi in Radiologia. 
Mentre frequentava il Karolinska Hospital, ideò una nuova maniera di introdurre un catetere in grado di raggiungere ogni arteria umana. 
Ottenne il titolo di Docente in Radiologia nel 1967 dopo aver positivamente sostenuto la sua tesi sulla colangiografia transepatica percutanea.
Successivamente, riuscì a dimostrare, utilizzando "esperimenti fantasma", come fosse possibile introdurre un catetere nell'arteria femorale e raggiungere sia l'arteria paratiroidea sia le arterie renali.
Nel 1975, la New York Academy of Medicine attribuì a Seldinger il premio Valentine. Sia la Swedish Association of Medical Radiology sia la German Roentgen Association lo premiarono con il titolo di membro onorario delle due organizzazioni.
Seldinger morì in casa a Dalecarlia (Svezia) il 21 febbraio 1998, lasciando sua moglie e tre figlie.

## La tecnica di Seldinger

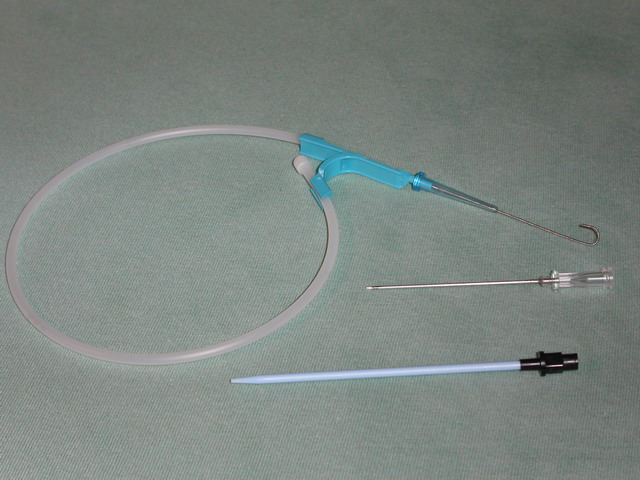
Seldinger Set

La tecnica di Seldinger è una procedura medica per ottenere un accesso sicuro ai vasi sanguigni e ad altri organi cavi. 
Si utilizza per l'angiografia, l'inserimento di drenaggi toracici e cateteri venosi centrali, l'inserimento di tubi per gastrostomie endoscopiche percutanee (PEG) utilizzando la tecnica a spinte, l'inserimento dei conduttori per un pacemaker artificiale o per un defibrillatore-cardioversore impiantabile e altre numerose procedure di intervento medico.
Seldinger pubblicò la sua tecnica per ottenere accesso percutaneo ai vasi per la prima volta nel 1953 per la rivista Acta Radiologica. Questa tecnica fu descritta come un "affinamento sostanziale" di una procedura dapprima descritta dal Dott. P.L. Farinas nel 1942. 
Questa nuova tecnica introdusse la prassi di utilizzare una sonda flessibile per guidare il catetere alle aree vascolari del corpo in precedenza irraggiungibili.